# Billboard (revistă)

Fostul logo Billboard, 1984 - 2013.

Billboard este o revistă săptămânală americană tipărită începând din 1895 la New York, orientată spre industria muzicală de divertisment. Este recunoscută în special pentru clasamentele muzicale ce țin evidența celor mai populare cântece și albume, clasificate pe categorii muzicale. Cele mai cunoscute sunt Billboard Hot 100 pentru clasificarea cântecelor indiferent de genul muzical și Billboard 200 pentru clasificarea albumelor în funcție de vânzările realizate, acestea reprezentând un standard în industria muzicală a Statelor Unite. 